# Jaume Rovira
Jaume Rovira Pous (Villablino, 3 november 1979) is een Spaans wielrenner die anno 2012 uitkomt voor Gios Deyser-Leon Kastro. Eerder reed hij voor onder meer Andalucia-Paul Versan, Viña Magna-Cropu en Extremadura-Spiuk.

## Belangrijkste overwinningen
2003
- 5e etappe Ronde van León

2004
- 1e etappe Giro Ciclistico della Provincia di Cosenza

2006
- GP Llodio

2009
- Prueba Villafranca de Ordizia

Alves · Aznar · Brito Da Costa · El Allaoui · Escobar · R.García de Mateos · V.García de Mateos · H.López · X.López · Moa · Pérez · Poezanov · Prades · Punzano · Ramos · Rovira · Torrent · Tsjoezjda · Vallejo